# Vương Tư Chính
Vương Tư Chính (chữ Hán: 王思政), không rõ năm sinh năm mất, người huyện Kì, Thái Nguyên , là tướng lĩnh nhà Tây Ngụy thời Nam Bắc triều trong lịch sử Trung Quốc.

## Thời loạn nổi danh, khuyên chủ về tây
Tương truyền ông là hậu duệ của tư đồ Vương Doãn cuối đời nhà Hán, từ sau khi Thái úy Vương Lăng nhà Tào Ngụy bị tru diệt thì cả họ không được làm quan nữa. Cha ông là Vương Hữu, làm Châu chủ bộ. Tư Chính có dung mạo khôi vĩ, lại giỏi trù hoạch kế sách, ban đầu làm Giải hạt Viên ngoại tán kỵ thị lang.
Năm Chính Quang thứ 6 (525), Bắc Hải vương Nguyên Hạo thảo phạt lực lượng nổi dậy Mặc Kỳ Sửu Nô, Túc Cần Minh Đạt đang nhiễu loạn Quan Hữu, biết đến tiếng tăm của Tư Chính, tâu xin cho ông đi theo, được tham gia vào bộ chỉ huy của Hạo, cùng bàn bạc chiến lược.
Trấn đông tướng quân, Bình Dương vương Nguyên Tu biết tài Tư Chính, sau khi Nguyên Hạo trở về, lập tức mời ông đến phủ làm khách, đãi ngộ rất hậu. Năm Thái Xương đầu tiên (532), Cao Hoan ủng lập Nguyên Tu làm vua, tức là Bắc Ngụy Hiếu Vũ đế, Hiếu Vũ đế xét Tư Chính có công định sách lược, phong Kì huyện hầu, làm Vũ vệ tướng quân. Không lâu sau, quan hệ giữa đế và Cao Hoan đổ vỡ, đế cho rằng ông có thể đảm nhiệm việc lớn, bái làm Sứ trì tiết, Trung quân đại tướng quân, Đại đô đốc, Tổng túc vệ binh.
Tư Chính bèn nói với đế rằng: "Lòng dạ của Cao Hoan, người ngoài đường đều biết, mà nay Lạc Dương là đất 4 mặt thụ địch, không phải nơi anh hùng dụng võ; Quan Trung có Hào, Hàm hiểm yếu, lại có binh mã tinh cường; Vũ Văn Thái mới tập hợp lực lượng, muốn lập công tích, nếu nghe xa giá của nhà vua muốn đến Quan Trung, ắt sẽ chạy vội ra nghênh đón. Mượn tài lực của trời, mà làm nên nghiệp lớn, 2 năm sau sẽ giành lại kinh thành, sao lại không được!?" Hiếu Vũ đế rất tán đồng. Không lâu sau, Cao Hoan đến bờ bắc Hoàng Hà, đế cùng ông chạy về phía tây vào Quan Trung, nương nhờ Vũ Văn Thái. Được tiến tước Thái Nguyên quận công, bái Quang lộc khanh, Tịnh Châu thứ sử, gia Tán kị thường thị, đại đô đốc.

## Đánh bạc tỏ lòng, suýt chết Hà Kiều
Vào Quan Trung không lâu, Hiếu Vũ đế bị giết, Bắc Ngụy chia thành 2 nước Đông – Tây. Đầu những năm Đại Thống (535 – 551) đời Tây Ngụy Văn đế, Tư Chính tuy có tước vị cao, nhưng không phải là bộ hạ cũ của Vũ Văn Thái, nên thường cảm thấy bất an. Khi Thái bày tiệc ở Đồng Châu, cùng các đại thần tụ tập, đem ra cả ngàn đoạn gấm các loại, lệnh cho các tướng đánh Sư Bồ  mà giành lấy; hết gấm, bèn cởi chiếc đai vàng đang đeo ra, lệnh cho mọi người thay nhau ném xúc xắc, nói rằng ai đổ ra Lư trước thì giành được.
Chưa ai giành được, đến lượt Tư Chính, ông gom lấy xúc xắc, quỳ xuống thề rằng: Nếu đổ ra Lư, tức là thần linh chứng giám cho lòng trung thành của ông với Tể tướng (tức Thái), còn không, thì xin tự sát để đền ơn tri ngộ; rồi rút đao ra đặt ngang đùi. Lời lẽ khẳng khái, hành động quyết liệt khiến cho mọi người đều kinh hãi. Thái vội ngăn lại, thì ông đã ném xúc xắc, là Lư. Tư Chính chậm rãi vái lạy mà nhận đai, từ đây bắt đầu được tín nhiệm.
Năm Đại Thống thứ 4 (538), Tư Chính theo Vũ Văn Thái tấn công Lạc Dương, quyết chiến với quân Đông Ngụy ở Hà Kiều. Ông xuống ngựa, cầm sóc dài xông vào quân địch, một nhát đâm ngã mấy người. Vì xông vào trận địa của địch quá sâu, những người đi cùng đều chết cả, ông bị đâm trúng bất tỉnh. Bởi Tư Chính ở trong quân ngũ lâu ngày, trên mình chỉ có áo giáp xấu, quân Đông Ngụy cho rằng ông không phải là tướng soái, không thèm bắt giết. Sau trận đánh, bộ hạ Lôi Ngũ An đợi trời tối mới khóc lóc đi tìm, gặp lúc Tư Chính tỉnh dậy, Ngũ An cắt áo bó vết thương cho chủ, đưa ông lên ngựa trở về doanh trại. Tư Chính tiếp tục trấn thủ Hoằng Nông , ban chức Thị trung, Đông đạo hành đài.

## Xây dựng Ngọc Bích, củng cố Hoằng Nông
Ông thấy Ngọc Bích  hiểm yếu, xin đắp thành, ngay lập tức tự mình xoay xở để làm việc này, được quản Phần, Tấn, Tịnh 3 châu chư quân sự, Tịnh Châu thứ sử, hành đài như cũ.
Năm thứ 8 (542), Cao Hoan phát động tấn công Phần Giáng, tự mình soái quân vây Ngọc Bích, liên tiếp đánh thành trong 9 ngày. Tư Chính cố thủ Ngọc Bích, đẩy lùi thế công của Đông Ngụy. Nhờ công giữ thành, được thụ Phiếu kị đại tướng quân, Khai phủ nghi đồng tam tư.
Cao Trọng Mật (tức Cao Thận) dâng Bắc Dự Châu đầu hàng, Vũ Văn Thái muốn tiếp viện cho ông ta, triệu Tư Chính đến trấn thủ Thành Cao. Ông chưa đến nơi thì quân Tây Ngụy đã thất bại, lại quay về Hoằng Nông. Tư Chính vào Hoằng Nông, lệnh cho mở toang cửa thành, cởi áo mà nằm, an ủi tướng sĩ, khuyên họ chẳng có gì để lo. Mấy ngày sau, tướng Đông Ngụy là Lưu Phong Sanh soái mấy ngàn kỵ binh đến dưới thành, e dè không dám đánh, đành đưa quân trở về. Ông tiến hành tu sửa thành quách, xây dựng công sự, tổ chức doanh điền, tích trữ lương thảo, khiến cho Hoằng Nông bắt đầu có được hệ thống phòng ngự.
Năm thứ 12 (546), Tư Chính được gia Đặc tiến, kiêm Thượng thư tả bộc xạ, hành đài, đô đốc, Kinh Châu thứ sử. Đất ấy ẩm thấp, thành bị hư hại nhiều, ông mệnh cho đô đốc Lận Tiểu Hoan đôn đốc việc tu sửa.

## Chiếm lấy Toánh Xuyên, thất thủ Trường Xã
Năm thứ 13 (547), Hầu Cảnh làm phản Đông Ngụy, ông quyết đoán chỉ huy hơn vạn bộ kỵ Kinh Châu, từ Lỗ Quan hướng đến Dương Địch. Vũ Văn Thái nghe tin ông đã xuất phát, bèn sai thái úy Lý Bật đi Toánh Xuyên . Tướng Đông Ngụy là bọn Cao Nhạc nghe tin đại quân Tây Ngụy đến, bèn thu quân bỏ trốn. Tư Chính chiếm được Toánh Xuyên, Hầu Cảnh dẫn binh hướng về Dự Châu, bề ngoài xưng là đi cướp đất, thực chất lại xin quy phụ nhà Lương. Từ trước, Thái đã mệnh cho đô đốc Hạ Lan Nguyện Đức đi giúp Cảnh, nhưng Cảnh đã có mưu đồ khác, nên tìm cách dụ dỗ Nguyện Đức. Tư Chính biết Cảnh giả dối, ngầm đuổi theo Nguyện Đức, chia quân chiếm lấy 7 châu 12 trấn. Vũ Văn Thái lấy lại những chức tước vốn định ban cho Cảnh là Sứ trì tiết, thái phó, đại tướng quân, kiêm thượng thư lệnh, Hà Nam đại hành đài, Hà Nam chư quân sự, ban cho ông, nhiều lần nài ép, ông từ chối không được, chỉ nhận chức Hà Nam chư quân sự.
Năm thứ 14 (548), được bái làm Đại tướng quân. Tướng Đông Ngụy là bọn Thái úy Cao Nhạc, Hành đài Mộ Dung Thiệu Tông, Nghi đồng Lưu Phong Sinh chỉ huy  10 vạn bộ kỵ tiến đánh thành Trường Xã thuộc Toánh Xuyên. Tư Chính mệnh cho cuốn cờ im trống, ra vẻ trong thành không có phòng bị. Cao Nhạc tấn công mãnh liệt, bị ông đánh bại. Nhạc bèn ở ngoài thành cho dựng doanh lũy, tìm chỗ đất cao mà đắp núi đất, tính đến việc vây đánh lâu dài. Nhạc còn ở trên núi đất chế tạo các thứ phi thê, hỏa xa, đêm ngày tấn công. Tư Chính làm ra đạn lửa, lựa chiều gió bắn lên núi đất, còn dùng tên lửa mà bắn, thiêu hủy tất cả công cụ của Nhạc; rồi tuyển dũng sĩ vượt thành ra đánh, quân Đông Ngụy bỏ núi đất mà trốn. Ông chiếm được cả hai núi đất của họ, đặt lầu xây tường để giúp việc phòng ngự.
Đại tướng quân Cao Trừng nhà Đông Ngụy phái thêm quân đến tăng viện, ngăn nước sông Vị rót vào thành. Tuy sóng lớn hay phá vỡ đập, nhưng thành bị vây lâu ngày, nhiều chỗ cũng bị hư hại. Nhạc thúc quân tấn công, Tư Chính cũng xông pha tên đạn, đồng cam cộng khổ với tướng sĩ. Nhạc tu sửa đập, làm các thứ rồng sắt, tạp thú trấn yểm thủy thần. Đập hoàn thành, nước đổ về, trong thành ngập cao, phải treo nồi mà nấu ăn, sức lực kiệt quệ. Quân Đông Ngụy thừa thế tấn công, Tư Chính chỉ huy tướng sĩ ra sức chống trả. Trong khi đó, cứu binh Tây Ngụy do Triệu Quý soái lĩnh lại dừng ở Nhương Thành .
Tướng Đông Ngụy là bọn Mộ Dung Thiệu Tông, Lưu Phong Sinh, Mộ Dung Vĩnh Trân đến đánh thành, ngồi trên thuyền lầu quan sát bên trong thành, lệnh cho thiện xạ rót tên vào. Chợt có 1 cơn gió lớn thổi thuyền đến dưới thành, tướng sĩ Tây Ngụy tung móc dài kéo thuyền, đồng thời cung nỏ bắn ra ào ào. Mộ Dung Thiệu Tông thấy gấp, đâm đầu xuống nước chết đuối. Lưu Phong Sinh bơi về phía núi đất, trúng tên mà chết, Mộ Dung Vĩnh Trân bị bắt chém. Tư Chính cho tìm thây của bọn Thiệu Tông, mai táng theo lễ.
Cao Nhạc mất hết ý chí, không dám bức thành nữa. Cao Trừng nghe tin, mang 10 vạn bộ kỵ đến đánh, tự mình chỉ đạo việc sửa chữa đập đất, đồn nước đánh thành. Khi ấy gió tây nổi lên, sức nước Hoàng Hà hợp với sức gió phá tan tường thành phía bắc, quân Đông Ngụy thừa thế xông vào. Cao Trừng cáo với người trong thành: "Vương đại tướng quân nếu còn sống thì được phong hầu. Nếu có tổn thương gì, người ở bên cạnh đều bị chém." Tư Chính biết là không xong, soái tả hữu lên ở núi đất, rồi ngước lên trời mà khóc, mọi người đều khóc theo. Ông quay mặt về phía tây, muốn tự sát, đô đốc Lạc Huấn ra sức ngăn trở. Cao Trừng phái Thông trực tán kị thường thị Triệu Ngạn Thâm cầm Bạch Hổ phiên  đến núi đất đón Tư Chính.
Ông đến gặp Cao Trừng, nước mắt ràn rụa, lời lẽ khẳng khái, sắc mặt không chút khuất phục. Cao Trừng xét ông tận trung với chức vụ, tiếp đón theo lễ, đối đãi rất hậu. Đốc tướng của ông bị chia ra giam giữ ở các châu, vài năm sau đều chết sạch.
Khi Bắc Tề Văn Tuyên đế thay ngôi nhà Đông Ngụy, lấy Tư Chính làm Đô quan thượng thư, Nghi đồng tam tư. Sau khi mất, ông được tặng bản chức, thêm chức thứ sử Duyện Châu.

## Đánh giá
Vương Tư Chính sinh vào thời loạn, một đời chinh chiến, không chỉ dũng cảm mưu lược, mà còn thanh bạch liêm khiết. khi làm Kinh Châu thứ sử, tu sửa thành trì, bọn thợ thuyền ngầm tặng cho ông 30 cân vàng. Hôm sau, Tư Chính đem vàng dâng lên triều đình, nói: "Bề tôi không thể có tư lợi." Vũ Văn Thái bèn thưởng cho ông 20 vạn tiền.
Khi ông rời khỏi Ngọc Bích, Vũ Văn Thái mệnh cho ông cử người thay thế. Tư Chính tiến cử đô đốc Vi Hiếu Khoan. Về sau Cao Hoan vây bức Ngọc Bích, Hiếu Khoan bảo toàn được thành, ai cũng khen ông biết nhìn người.
Tư Chính nhiều lần lập công mà không chịu nhận chức, lại không chăm lo cho sản nghiệp của mình. Có lần trở về, thấy người nhà chăm lo chỗ ruộng vườn mà triều đình ban cho, ông nổi giận, nhổ cả lên.
Lúc thường, ông đối với bộ hạ có nhiều ân huệ. Khi ở Trường Xã, 8000 quân Tây Ngụy chống lại 20 vạn quân Đông Ngụy trong 1 năm trời, thành không có muối, người bị phù thũng mà chết đến 6, 7 phần 10, bên ngoài lại không có cứu viện, mà không có ai làm phản, cho thấy ông được lòng người như thế nào!

## Hậu nhân

### Các con
Vũ Văn Thái xét thành bị vỡ vì sức nước, không phải thua trận, nên cho con của ông là Khang được tập tước Thái Nguyên công, ban chức Phiếu kị đại tướng quân, thị trung, Khai phủ nghi đồng tam tư.
Em Khang là Quỹ, trước được phong Trung Đô huyện hầu, được tăng thực ấp cả thảy 1500 hộ, tiến tước làm công.
Em Quỹ là Hàn, được phong Tây An huyện hầu.
Em Hàn là Cung, Trung Thành huyện bá.
Em Cung là Tế, Hiển Thân huyện bá.
Chị của Khang được phong Tề quận quân.
Anh Khang là Nguyên Tốn cũng bị bắt ở Trường Xã, con là Cảnh được phong Tấn Dương huyện hầu.

### Cháu nội
Vương hoàng hậu (Đường Cao Tông), vị Hoàng hậu đầu tiên của Đường Cao Tông Lý Trị là cháu nội của Vương Tư Chính.